# Американський бульдог
Американський бульдог — порода собак, відома з кінця XIX сторіччя. Американський бульдог є одним з найближчих родичів середньовічних англійських бульдогів, що майже не зазнав змін. Після появи на американській землі порода використовувалась за прямим призначенням і не зазнала таких змін, як в Європі. Американський бульдог — дійсно унікальна порода. Ця унікальність виникла через зміни в тенденціях розведення цих собак. змінювалися вимоги як до фізичних і структурних показників, так і до ментальних характеристик, темпераменту. Американський бульдог протягом довгого часу переходив з однієї форми в іншу. Його називали «бульдог», «сільський бульдог», «староанглійський білий», «американський піт-бульдог» і сьогодні — американський бульдог. Впродовж цього часу порода використовувалася в різноманітних цілях, а його будова і темперамент відображали ці зміни.

## Американський бульдог сьогодні

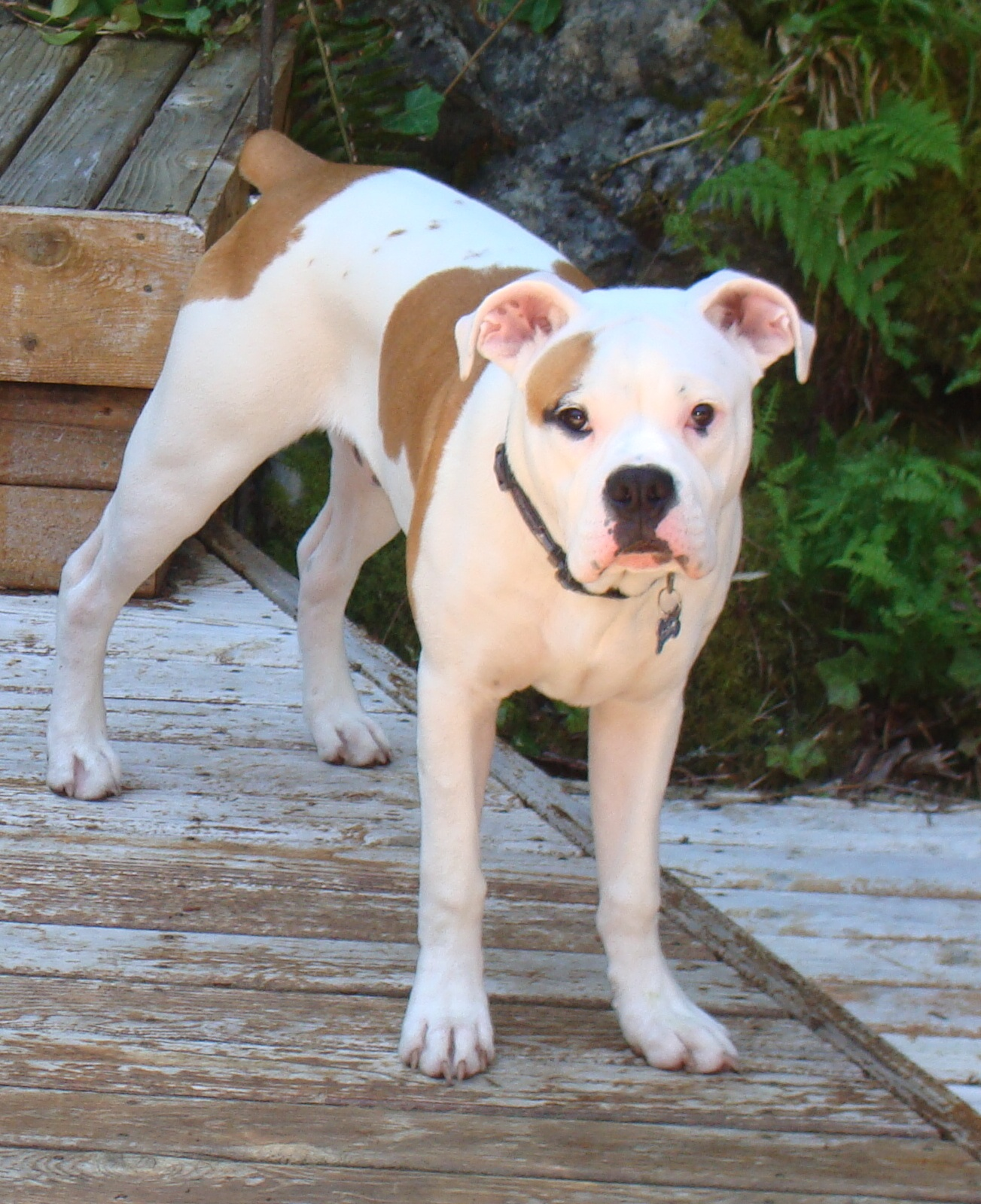
Самиця Американського бульдога, Тип Скотта.

Впродовж останніх 40 років розрізняють два найбільш відмінних типи американського бульдога. Перший тип - класичний (тип Джонсона). характеризується більшими розмірами, міцністю, коротшою мордою та розвиненішими охоронними якостями. Другий тип - стандартний (тип Скотта). характеризується меншими розмірами, атлетичною будовою, видовженою мордою та яскраво вираженими мисливськими інстинктами. Обидва ці типи в однаковій мірі є справжніми американськими бульдогами. Різниця в їх зовнішності і темпераменті обумовлена їхнім різним призначенням. Собаки типу Джонсона, або Класичного типу, довгий час використовувалися як компаньйони або охоронці будинку. У той час як собаки типу Скотта, або Стандартного типу, використовувалися як «кеч-доги» (для ловлі звіра) або як робочі фермерські собаки. В останні 10 років спостерігається тенденція змішування цих двох типів, що призводить до отримання потужнішої варіації собаки Стандартного типу. Таких собак часто називають «гібридним \ змішаним» типом. І оскільки собаки такого типу не отримали окремої офіційної назви, їх відносять до різновиду Стандартного типу. Метою такого «гібридного» типу є отримання собак трохи потужніших, ніж Стандартний тип, і при цьому таких, що зберегли свої атлетичні якості. Таке розведення передбачає також і покращення охоронних якостей при збереженні пориву переслідувати, властивого цькувальній собаці, що в результаті призводить до отримання водночас робочої, охоронної та спортивної собаки. Зараз цій породі не загрожує зникнення, вона користується великою популярністю і в країні свого походження, і за її межами як робоча собака або просто друг сім'ї. У багатьох країнах світу Американський бульдог використовується на полюванні та при догляді за худобою.

## Темперамент

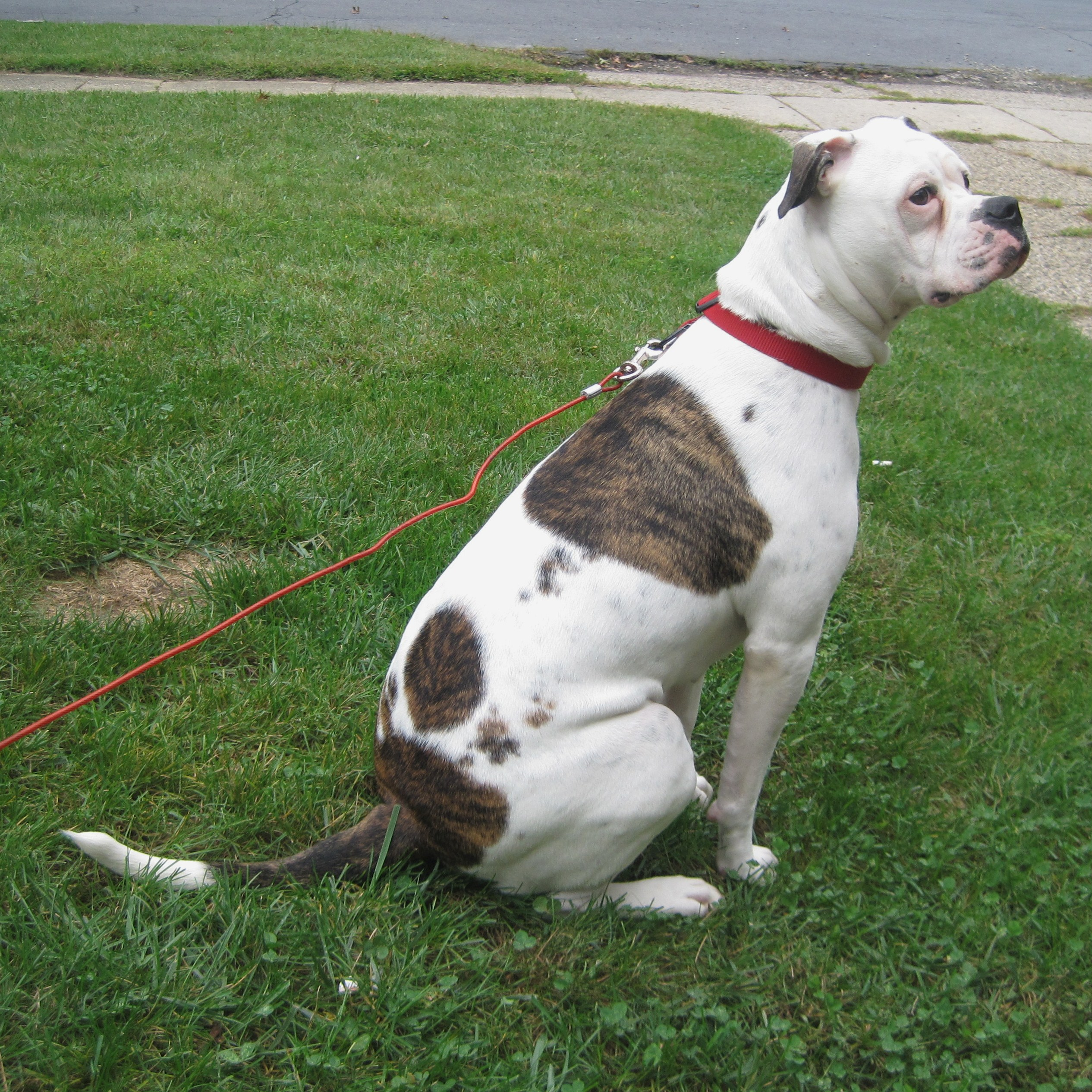

Американський бульдог — це врівноважена, енергійна та віддана собака, яка відома своєю вірністю родині та високим рівнем охоронних інстинктів. Представники породи зазвичай мають дружелюбний і відкритий характер, добре ладнають з дітьми та стають уважними і турботливими компаньйонами. Незважаючи на це, вони можуть виявляти настороженість до незнайомців, що робить їх природженими охоронцями.
Американські бульдоги, як правило, дуже соціальні, однак можуть проявляти домінантну поведінку щодо інших собак, особливо представників своєї статі. Через це рекомендовано ранню соціалізацію, а також послідовне виховання та дресирування, спрямоване на формування слухняності, самоконтролю та комунікативних навичок.
Ці собаки мають розвинене почуття власної території, сильний інстинкт захисту та природну схильність до ієрархічної структури в сім'ї, що вимагає від власника впевненого та стабільного лідерства. За належного догляду, фізичних навантажень і психологічної стимуляції американський бульдог виростає спокійним, урівноваженим і надійним супутником.

## Загальні відомості
Мускулиста собака середнього росту. Голова квадратної форми, досить велика відносно зросту, але не надмірно. Морда також квадратна, досить широка, глибока і відносно коротка. У цієї породи переважає непомітний зі сторони перекус, але зустрічається також прямий прикус.
Це міцна, сильна, пропорційно важка для свого зросту собака. Тулуб в міру глибокий і широкий. Спина коротка - вона надає собаці компактний і потужний вигляд. Рухи швидкі і вільні. Американський бульдог розвиває більшу швидкість на коротких дистанціях, він легко стрибає і змінює напрямок руху. Попри свою силу в собаки нема рис надмірного розвитку. Задні кінцівки з помірно вираженими кутами зчленувань, широко поставлені, м'язисті. Передні кінцівки також мають добре розвинену мускулатуру, яка легко проглядається на передпліччях, при чому нема й натяку на кривизну або клишоногість передніх кінцівок.
Хвіст помірно довгий, зазвичай тримається нижче лінії спини, кінець у формі серпа. Хвіст опущений до рівня стрибного суглоба.
- Достоїнства: вірність, відданість, надійний охоронець, добре навчається, вирізняється високим інтелектом.
- Мінуси: впертість, яка впливає на процес дрессирування, схильний пускати слину.

## Стандарти
- РУХ

Американський бульдог повинен рухатися швидко, вправно, потужно, з вираженою пружністю кроку. Під час руху всі кінцівки повинні бути паралельними напрямку руху. Передні кінцівки витягуються, а задні штовхають собаку вперед. При русі лапи не повинні розставлятися надто широко. Перехрест при русі задніх або передніх кінцівок недопустимий. Стандартний тип: пружний, більш атлетичний рух. Класичний тип: Допускається хода з перекочуваннями (виляння, розгойдування задньої частини тулуба під час руху).
- РОЗМІРИ

Пси повинні мати висоту від 58 до 68,5 см в холці і важити від 34 до 54,5 кг. Суки мають бути зростом від 53 до 63,5 см в холці і важити від 27 до 38,5 кг. Вага собаки повинна бути пропорційною її розмірам. Американський бульдог - це робоча собака, і її розміри самі по собі не є критерієм якості. Міцно складений кобель в хорошій кондиції з вагою 50 кг краще рихлої собаки з вагою 60 кг, однак вузька, тер'єроподібна собака є нетиповою і неприпустимою для породи. За інших рівних умов крупніша собака є кращою.
- ГОЛОВА

Повинна бути достатньо великою і широкою по відношенню до розмірів і загальної структури собаки. Вона повинна бути пласкою зверху, що надає їй квадратний вигляд. Між очима - виїмка (борозна) з вираженим глибоким стопом. Голова має достатньо м'язової маси, щоки виступають. Надто вузька голова неприпустима для обох типів.
Стандартний тип голови: зазвичай квадратно-клиноподібна з менш вираженим стопом і меншою кількістю складок.
Класичний тип голови: квадратно-округла з більш вираженим стопом і глибшими складками.
- ОЧІ

Середнього розміру. Будь-якого кольору, оскільки на робочих якостях американського бульдога це ніяк не відображається. Білки не повинні бути видні, якщо собака дивиться прямо. У білих собак переважають чорні краї повік. Рожеві повіки вважаються косметичним недоліком.
- МОРДА

Середньої довжини (від 7,6 до 12,7 см), прямокутна і широка. З сильною нижньою щелепою. Губи повинні бути товстими, але не бовтатися. Кількість зубів від 42 до 44. Найкращим вважається щільний перекус. Ножицеподібний або прямий прикус вважається косметичною вадою. Структурними недоліками є: морда коротше 7,6 см або довше, ніж 12,7 см; губи, що бовтаються; менше 42 зубів; перекус більше, ніж 6,3 мм або недокус. Бажаними є великі зуби. Робочі собаки не повинні штрафуватися за зламані зуби. У випадку видалення зубів необхідно медичне підтвердження. Неприпустимо, якщо у собаки при закритій пащі видно зуби. Забарвлення носа — чорне або «грізлі». Мочка носа рожевого або тілесного кольору є косметичним недоліком. Рудий, коричневий та сірий - допустимо. У собак з носом чорного забарвлення краї губ повинні бути чорними, але допустима й деяка кількість рожевого.
Стандартний тип: Морда повинна складати 30-40% від загальної довжини голови.
Класичний тип: Морда повинна складати 25-35% від загальної довжини голови.
- ЗУБИ

Кількість зубів 42 -44. Хорошою рисою вважаються великі зуби. Робочі собаки не повинні штрафуватися за зламані зуби. У випадку видалення зубів необхідно медичне підтвердження.
- ПРИКУС

Стандартний тип: Найкращими є "зворотні ножиці" Помірний перекус, допустимий ножицеподібний або кліщоподібний прикус.
Класичний тип: Найкращим є перекус від 6 до 1.3 мм. Прямий (кліщоподібний) прикус не бажаний. Ножицеподібний - не допустимо.
Для обох типів не припустимо, коли у собаки при закритій пащі видно зуби.
- НІС

Перевага віддається чорному забарвленню. Рудий, коричневий, сірий - допустимо. Ніс рожевого або тілесного кольору неприпустимий.
- ВУХА

Вуха можуть бути трояндоподібної форми або вільно висячими. Собака може тримати вуха напівстоячими. Некупіровані вуха кращі.
- ШИЯ

Мускулиста, середньої довжини, злегка опукла, звужується від плечей до голови. Допустимий невеликий «підвіс» (вільна шкіра під горлом). Шия повинна відповідати формі тулуба - досить коротка, але не занадто, товста і сильна. Шия свідчить про силу собаки і необхідна при сутичці з супротивником, тому вона повинна бути досить довгою, щоб мати підйомну силу, але також і досить короткою, щоб мати запас сили і потужності для виконання тієї чи іншої роботи.
- ПЛЕЧІ

Дуже м'язисті, з широкими, похилими лопатками. Плечі поставлені так, що лікті не вивернуті назовні. 
- ГРУДНА КЛІТКА, СПИНА І ПОПЕРЕК

Грудна клітка повинна бути глибокою і помірно широкою, так щоб не випирала за плечі. Спина повинна бути середньої довжини, міцною і широкою. Поперек повинен бути злегка підтягнутим, трохи вигнутим і похиленим у напрямку крупа. Недоліки: будь-яке ухилення в бік ослаблення або перерозвинутості, довга спина, вузька або неглибока грудна клітка, недостатньо підтягнутий живіт. Американський бульдог - робоча собака, і відсутність у нього сили або рухливості - серйозний недолік. Перерозвинутість будь-якої статі американського бульдога призводить до зниження його ефективності та працездатності і тому не повинна вітатися на виставковому ринзі.
- ЗАДНЯ ЧАСТИНА

Дуже широка, мускулиста і пропорційна плечах. Вузькі, тісні стегна вважаються дуже серйозним недоліком.
- НОГИ

Міцні, прямі, дуже костисті. При огляді спереду ноги не повинні бути занадто зближеними або занадто широко поставленими. Недоліки: вивернуті назовні лікті або занадто дугоподібні ноги. Задні кінцівки повинні мати помірно виражені кути зчленувань, бути паралельно поставленими. Передні кінцівки повинні бути прямими, мати достатньо м'язової маси.
- ЛАПИ

Помірного розміру. Пальці середньої довжини, помітно дугоподібні, зібрані разом. П'ясті повинні бути сильними, прямими і вертикально поставленими.
- ХВІСТ

Низько посаджений, товстий біля основи і гострий на кінці. Хвіст не повинен мати зламу, задиратися над спиною і скручуватися кільцем.
- ШЕРСТЬ

Коротка, щільна, жорстка на дотик, не довга і не пухнаста. Шерсть відображає загальний стан здоров'я собаки і повинна бути чистою і яскравою.
- ЗАБАРВЛЕННЯ

Весь білий, або до 90% тигрових або рудих плям. Рудим забарвленням є будь-який відтінок рудувато-коричневого кольору, коричневого або рудого. Всі інші забарвлення, крім ділянок білого забарвлення вважаються не припустимими (чисто чорний, чорно-підпалий, чорний з коричневими підпалинами, мармуровий, рудий з чорною маскою).
- ХАРАКТЕР

Пильний, відхідливий і доброзичливий, з самовпевненою поставою. Деяка настороженість по відношенню до сторонніх людей і самовпевнена напористість по відношенню до інших собак не вважаються недоліками.
- Дискваліфікація

Глухі собаки або пси без двох чітко помітних тестикулів (яєчок). Косметичні недоліки вважаються незначними недоліками. Всі недоліки, які не можуть вважатися косметичними, є структурними недоліками, тому що вони пов'язані з робочими якостями собаки. На виставці або на іншому огляді собака штрафується в прямій пропорції до ступеня вираженості вади. Будь-який недолік, який виражений надмірно, повинен вважатися серйозним недоліком і відповідно повинен штрафуватися. Ми не ставимо мети окреслити вигляд стандартної собаки, тому що це не дало б змогу брати до уваги всі прийнятні варіації серед робочих американських бульдогів. Ми не включили опис стандартного або класичного типів, тому що так неможливо взяти до уваги всі різновиди цієї чудової породи. Підкреслене акцентування специфіки типу, що є в стандартах інших порід, призвело б до дезінтеграції інтересів породи і вилученню її індивідуальності, що зрештою завдало б шкоди генотипу породи. Всі перераховані в стандарті ознаки і характеристики мають відношення до робочих якостей, що не обмежують рухливість, витривалість, міць, різкість і пружність тварини. Цей схвалений і затверджений Стандарт може бути змінений, поліпшений або доповнений тільки завдяки голосуванню «за» понад 75% членів Асоціації заводчиків американських бульдогів (ABA). Американський бульдог не є породою, яку використовують як бульдога - собаки для цькування биків. Але попри це, він досі залишається такою собакою і будь-яка можливість довести і випробувати це вітається.
== Посилання ==[Архівовано 14 вересня 2012 у Wayback Machine.]
- Бульдог